# Phragmatobia slivnoensis
Phragmatobia slivnoensis är en fjärilsart som beskrevs av Hans Rebel 1903. Phragmatobia slivnoensis ingår i släktet Phragmatobia och familjen björnspinnare. Inga underarter finns listade i Catalogue of Life.